# Mushi Production
Mushi Production (jap. 虫プロダクション Mushi Purodakushon) – japońskie studio zajmujące się animacją i produkcją anime. Jego siedziba mieści się w Nerimie (Tokio). Zostało założone w 1961 roku.

## Produkcje

### Produkcje telewizyjne
- 1963–1966: Tetsuwan Atom (jap. 鉄腕アトム Tetsuwan atomu)[2]
- 1965–1966: Wonder three (jap. W3　ワンダースリー Wandā surī)[3]
- 1965–1966: Kimba, biały lew (jap. ジャングル大帝 Janguru taitei)[4]
- 1966–1967: Lew Leo (jap. ジャングル大帝　進めレオ！ Janguru taitei: Susume Reo!)[5]
- 1967: Gokū no daibōken (jap. 悟空の大冒険)[6]
- 1967–1968: Czopi i księżniczka (jap. リボンの騎士 Ribon no kishi)[7]
- 1968: Animal 1 (jap. アニマル１（アニマル・ワン）)[8]
- 1968: Wan paku tanteidan (jap. わんぱく探偵団)[9]
- 1968–1969: Vampire (jap. バンパイヤ Banpaiya)[10]
- 1969: Dororo (jap. どろろ)[11]
- 1971: Sasurai no taiyō (jap. さすらいの太陽)[12]
- 1971–1972: Kunimatsu-sama no otōridai (jap. 国松さまのお通りだい)[13]
- 1986: Wonder Beat Scramble (jap. ワンダービート・スクランブル Wandābīto sukuranburu)[14]